# Transparencia (compresión de datos)
En lo que respecta a la compresión de datos y a la psicoacústica, la transparencia es el resultado ideal de la denominada compresión con pérdida (lossy), ya que comúnmente se asume que la que es sin pérdida (lossless) ya de por sí produce resultados transparentes.
Si un archivo con pérdida comprimido con pérdida al ser ejecutado (es decir, al ser escuchado con un reproductor de audio o visto y oído con un reproductor de video) es percibido como indistinguible respecto del fichero no comprimido original, entonces se puede decir que el primero alcanzó la transparencia. En otras palabras, la transparencia es aquella situación ideal en la cual no existen o por lo menos son imperceptibles los defectos de compresión (los cuales son denominados compression artifacts en idioma inglés).

## Algunas especificidades
El umbral de transparencia es un cierto valor dado a partir del cual se considera que un determinado método de compresión produce resultados transparentes. El mismo es por lo común usado para describir ciertas suficientemente altas tasas de bits de datos comprimidos. Por ejemplo, se suele decir que el umbral de transparencia de los archivos de audio comprimido MP3 oscila en torno un bit rate de 192 kilobits por segundo y a una de de muestreo (sample rate) de 44,1 kHz.
Esto significaría que a partir de tales tasas un fichero MP3 sería transparente y por lo tanto indistinguible de la fuente WAV original, a pesar del hecho de que este último tiene una tasa de bits de nada menos que 1.411,2 kbps (o de 1.228,8 kbps en el formato musical CD-DA) y por ende un tamaño mucho mayor (equivaliendo un minuto de audio a 10.584.000 octetos en formato WAV y a 9.216.000 bytes en formato nativo CD-DA, frente a solo 1.440.000 octetos para un MP3 codificado a 192 kbps).
La transparencia, al igual de lo que sucede respecto de la calidad del sonido y del video, es un indicador subjetivo. La misma depende en su mayor parte de la familiaridad que el escucha tenga con los defectos de sonido y en menor medida del método de compresión elegido, la tasa de bits usada, las características de entrada (input), el equipo y las condiciones de audición y/o de visión. No obstante, el consenso general tiende a sostener que la transparencia se alcanza cuando a la (gran) mayoría de las personas no puede encontrar no nota ninguna diferencia entre la fuente de audio y/o video original que escuchan o ven y la versión comprimida de la misma.
Debido a la subjetividad y a la naturaleza cambiante de la tecnología de compresión, la grabación y reproducción, tales opiniones deberían ser solo consideradas como estimaciones aproximadas en lugar de hechos establecidos.
Evaluar la transparencia puede llegar a ser más difícil de lo que puede a aparentar a primera vista debido al denominado sesgo del observador, a partir del cual el gusto subjetivo o -por el contrario- la no preferencia de una cierta tecnología de compresión (conocida de antemano) emocionalmente influye en su percepción y por lo tanto en su juicio. Este sesgo es comúnmente denominado “placebo”, aunque en este caso en particular la acepción del mismo es un poco diferente del tradicional uso médico del término. Para comprobar de la forma más científica posible que determinado método de compresión no es transparente, las denominadas pruebas a doble ciego pueden ser útiles.
Normalmente se usa el llamado “método ABX”, el cual se caracteriza por tener una hipótesis nula de que las muestras probadas o comparadas son las mismas, además de poseer una hipótesis alternativa de que aquellas son de hecho diferentes. Si dos diferentes versiones comprimidas de un mismo sonido original reciben la misma puntuación en una prueba de doble ciego, ambas son consideradas como transparentes para que no haya diferencias subjetivas (es decir, para no otorgarle ventajas derivada de apreciaciones de tipo subjetivo a una de tales variantes).
Todos los métodos y formatos de compresión de audio digital sin pérdida (lossless), tales como el FLAC o el Monkey's Audio (APE) son trasparentes por naturaleza o por definición.

## Nota y referencias
- Esta obra contiene una traducción  derivada de «Transparency (data compression)» de Wikipedia en inglés, publicada por sus editores bajo la Licencia de documentación libre de GNU y la Licencia Creative Commons Atribución-CompartirIgual 4.0 Internacional.

1. ↑  «Calidades de Audio». Consultado el 28 de agosto de 2016.
2. ↑  Pohlmann, Ken C. Principles of Digital Audio (“Principios del audio digital”), 5ta edición, pág. 408, McGraw-Hill Professional, 2005, ISBN 0-07-144156-5.